# Harley Quinn (serie de televisión)
Harley Quinn es una serie animada para adultos basada en el personaje del mismo nombre creado por Paul Dini y Bruce Timm que se estrenó el 29 de noviembre de 2019 en DC Universe. La serie está escrita y producida por Justin Halpern, Patrick Schumacker y Dean Lorey, y sigue las desventuras de Harley Quinn y su mejor amiga/compañera en el crimen Hiedra Venenosa después de haber dejado a su exnovio el Joker.
La segunda temporada se estrenó el 3 de abril de 2020. El 18 de septiembre de 2020, la serie fue renovada para una tercera temporada en HBO Max cuyo estreno se llevó a cabo el 28 de julio de 2022.
Durante el evento de la DC FanDome, el día 16 de octubre de 2020, se reveló un adelanto de la tercera temporada; sin embargo, solamente se presentaron algunas muestras de animación y nuevos aspectos para algunos de los personajes, ya que la pandemia impactó negativamente en el desarrollo de los nuevos episodios.
El 31 de agosto de 2022, se anunció que la sería fue renovada para una cuarta temporada. Un episodio especial de 44 minutos, titulado «Especial de un muy problemático San Valentín», se estrenó el 9 de febrero de 2023. En 2024, se anunció una temporada cinco para el 16 de enero de 2025.

## Sinopsis
La serie sigue las aventuras de Harley Quinn después de que ella rompe con Joker y recibe ayuda de Hiedra Venenosa, Clayface, Doctor Psycho, King Shark y Sy Borgman, en sus planes para convertirse en miembro de la Legion of Doom.

## Reparto

### Principales
- Kaley Cuoco como Dra. Harleen Quinzel / Harley Quinn, Kylie Kryptonite
- Lake Bell como Hiedra Venenosa, Cheryl, Barbara Kean, Britney Bionic
- Ron Funches como King Shark
- Tony Hale como Doctor Psycho, Félix Fausto
- Jason Alexander como Sy Borgman
- J. B. Smoove como Frank la Planta
- Alan Tudyk como Joker, Clayface, Calendar Man, Doctor Trap, Condiment King, Firefly, Ocean Master, Kevin

### Voces adicionales
- Charlie Adler como Nick Quinzel, Grandpa Quinzel
- James Adomian como Bane, Chaz, Ian, Cazador de Ratas
- Diedrich Bader como Batman
- Tisha Campbell-Martin como Tawny Young, M.O.N.I.C.A.
- Briana Cuoco como Barbara Gordon
- Andy Daly como Two-Face, el Presidente de los Estados Unidos, Mister Miracle, Darryl Brown
- Chris Diamantopoulos como Aquaman
- Rachel Dratch como Nora Fries
- Giancarlo Esposito como Lex Luthor
- Susie Essman como Sharon Quinzel, Grandma Quinzel
- Sean Giambrone como Joshua Cobblepot
- Meryl Hathaway como Marcus
- Tom Hollander como Alfred Pennyworth
- Michael Ironside como Darkseid
- Tom Kenny como la mano de Clayface
- Wayne Knight como el Pingüino
- Rahul Kohli como El Espantapájaros
- Phil LaMarr como Jason Praxis, Black Manta, Lucius Fox, Brian
- Sanaa Lathan como Catwoman
- George Lopez como él mismo
- Howie Mandel como él mismo
- Vanessa Marshall como Wonder Woman, Giganta, Joey Day
- Chris Meloni como el Comisionado James Gordon
- Alfred Molina como Sr. Frío
- Natalie Morales como Lois Lane
- Brad Morris como Victor Zsasz
- Frankie Muniz como él mismo
- Matt Oberg como Kite Man, Killer Croc, KGBeast
- Rhea Perlman como Golda
- Jim Rash como Riddler, Stan, Sr. Isley
- Will Sasso como Maxie Zeus
- Rory Scovel como Gus
- Nicole Sullivan como la Sra. Cobblepot, Benjamin
- Wanda Sykes como Reina de las Fábulas
- Talia Tabin como Debbie Day
- Jacob Tremblay como Robin
- Jessica Walter como Abuela Bondad, Wendy Brown
- Mark Whitten como Herman Cizko / The Cowled Critic
- James Wolk como Superman

## Episodios
| Temporada | Temporada | Episodios | Episodios | Lanzamiento original    | Lanzamiento original     | Lanzamiento original |
| Temporada | Temporada | Episodios | Episodios | Primera emisión         | Última emisión           | Cadena               |
| --------- | --------- | --------- | --------- | ----------------------- | ------------------------ | -------------------- |
|           | 1         | 13        | 13        | 29 de noviembre de 2019 | 21 de febrero de 2020    | DC Universe          |
|           | 2         | 13        | 13        | 3 de abril de 2020      | 26 de junio de 2020      | DC Universe          |
|           | 3         | 10        | 10        | 28 de julio de 2022     | 15 de septiembre de 2022 | HBO Max              |
|           | Especial  | Especial  | Especial  | 9 de febrero de 2023    | 9 de febrero de 2023     | HBO Max              |
|           | 4         | 10        | 10        | 27 de julio de 2023     | 14 de septiembre de 2023 | Max                  |
|           | 5         | 10        | 10        | 16 de enero de 2025     | 20 de marzo de 2025      | Max                  |

## Producción

### Desarrollo
El 20 de noviembre de 2017, se anunció que el servicio entonces sin nombre, DC Universe, había ordenado 26 episodios de Harley Quinn, una serie animada de acción y comedia para adultos de media hora de duración, creada y escrita por Justin Halpern, Patrick Schumacker y Dean Lorey. Se establecieron que los productores ejecutivos serían Halpern, Schumacker, Lorey y Sam Register, con Jennifer Coyle como productora. Las empresas de producción involucradas en la serie estaban programadas para consistir en Ehsugadee Productions y Warner Bros. Animation. La primera temporada consistió en 13 episodios del pedido inicial de 26 episodios. Posteriormente, se reveló que se produjo una segunda temporada y que constaría de otros 13 episodios.
El 18 de septiembre de 2020, tres meses después del final de la segunda temporada, se anunció que la serie había sido renovada para una tercera temporada y se trasladaría a HBO Max. En febrero de 2021, el creador de la serie, Patrick Schumacker, anunció que habían comenzado a grabar las voces para la temporada 3.
En junio de 2021, se reveló que DC cortó una escena de sexo oral planificada entre Catwoman y Batman en la temporada 3. Fue reemplazada por una escena en la que Batman no era bueno dándole un masaje de pies a Catwoman.
Schumacker afirmó que la tercera temporada fue más difícil de producir, pero sería mucho más sencillo al no tener que crear dos temporadas consecutivas. Halpern declaró en una entrevista con Entertainment Weekly que la tercera temporada exploraría la reacción de Harley ante una relación poco saludable con Hiedra, además de centrarse más en la historia de esta útilma, ya que las dos temporadas anteriores se centraron principalmente en Harley. Schumacker dijo que se han contratado nuevos escritores de la comunidad LGBTQ+ debido a la dirección de la temporada 2 y que era una prioridad diversificar el personal para la temporada 3. Schumacker también reveló que Dean Lorey ya no estaría disponible para regresar como showrunner para la tercera temporada y sería reemplazado por los nuevos co-showrunners Chrissy Pietrosh y Jessica Goldstein junto a él y Justin Halpern. El compositor Jefferson Friedman reveló que habrá un episodio musical próximamente, y también afirmó que quería refrescar la música para darle identidad a cada personaje. Durante una entrevista con Deadline Hollywood, Schumacker declaró que su deseo era abrir la tercera temporada en «un Zoom real, donde el GCPD simplemente está siendo reprendido por la ciudad de Gotham por su ineptitud».
En DC FanDome 2021, Harley, King Shark y Kite Man mostraron un avance de algunas secuencias animadas de la tercera temporada y anunciaron que llegaría a HBO Max «en algún momento de 2022».
El 3 de agosto de 2021 se lanzó una precuela cómica de la tercera temporada, Harley Quinn: The Animated Series – The Eat. Bang! Kill. Tour, de Tee Franklin (autor), Max Sarin (portada, dibujante, entintador) y Marissa Louise (colorista). En ella, Harley lleva a Hiedra de luna de miel, donde se enfrentan a amigos a los que traicionaron, sus propios sentimientos sobre el final de la segunda temporada y a algunos villanos y héroes en el camino. El Comisionado Gordon intenta atraparlos repetidamente, lo que hace que Batman y Batgirl se preocupen por su cordura.[cita requerida]
El 9 de agosto de 2022, se anunció que se está desarrollando una cuarta temporada. El 31 de agosto de 2022, HBO Max renovó la serie para una cuarta temporada con Sarah Peters ascendida a productora ejecutiva y showrunner, ya que Halpern y Schumacker estarían ocupados con Hombre Cometa: ¡Oh, sí!. El 7 de octubre de 2022, se informó que la serie tendría un especial navideño llamado «Harley Quinn: Especial de un muy problemático San Valentín», que se lanzó en febrero de 2023. El 16 de noviembre de 2023, Max renovó la serie para una quinta temporada, para la cual, Lorey volvió a ser showrunner.
People confirmó, el 11 de marzo de 2025, que una sexta temporada estaba en desarrollo. El productor ejecutivo Dean Lorey declaró a Collider el 22 de marzo de 2025 que esperaba que «detuvieran [la producción de la serie] una temporada antes de que se desmoronara [la historia]». Añadió que «tienen una idea fantástica de cómo sería la sexta temporada si tienen tanta suerte» y que están «emocionados de continuar». También afirmó que tienen «toda la intención de hacer más» y que están «trabajando mucho para determinar cómo será». Anteriormente, Lorey declaró que una sexta temporada sería «algo muy diferente... e... inesperado» y dijo que «ciertamente planean tener más temporadas».

### Reparto de voces
Junto con el anuncio del pedido de la serie, se informó que se esperaba que los productores de la serie se acercaran a Margot Robbie, quien interpreta al personaje en el Universo extendido de DC para repetir el papel. Otros personajes que se esperaba que aparecieran en la serie incluyen a Joker, Hiedra Venenosa, Sy Borgman, Doctor Psycho, Malice Vundabar, King Shark y Clayface.
El 3 de octubre de 2018, se anunció que Cuoco interpretaría a Harley Quinn y Lake Bell interpretaría a Hiedra Venenosa. Los actores de voz adicionales en la serie incluyen a Alan Tudyk como Joker y Clayface, Ron Funches como King Shark, J. B. Smoove como Frank la Planta, Jason Alexander como Sy Borgman, Wanda Sykes como Reina de las Fábulas, Giancarlo Esposito como Lex Luthor, Natalie Morales como Lois Lane, Jim Rash como Riddler, Diedrich Bader repitiendo el papel de Batman: The Brave and the Bold como el propio Batman, Tony Hale como Dr. Psycho y Christopher Meloni como James Gordon. Poco después, Rahul Kohli reveló que daría voz a Scarecrow en la serie. En junio de 2019, se reveló que Sanaa Lathan interpretaría a Catwoman. El 24 de julio de 2019, Vanessa Marshall reveló que estaba repitiendo a Wonder Woman de Justice League: Crisis on Two Earths y Justice League: The Flashpoint Paradox. Mientras que al día siguiente, TV Guide reveló que el veterano actor de voz Charlie Adler había sido confirmado como director de voces adicional de la serie con Schumacker y Lorey como directores de voces.

### Representación LGBTQ
En el Universo DC, Harley Quinn (Dra. Harleen Quinzel) y Hiedra Venenosa (Dra. Pamela Isley) comenzaron como amigas. En los cómics, Harley y Hiedra se llamaban entre ellas «Peanut» y «Pam-A-Lamb». Los guionistas se dieron cuenta de que al darles besos de cumpleaños y hacer que se ducharan juntas, hizo que su amistad fuera más íntima. La relación de Harley Quinn y Hiedra Venenosa dio un giro en Gotham City Sirens cuando Harley le susurra al oído a Hiedra que la razón por la que la «salva» del Joker se debe a sus sentimientos románticos por ella, aunque la escena termina con Harley volviendo con Joker. No fue hasta la serie de cómics Harley Quinn de Amanda Connor y Jimmy Palmiotti de 2013 donde se las muestra siendo una pareja romántica en lugar de tener una simple amistad. Harley se refiere a Hiedra como su «novia sexy» y los dos están en una relación abierta en la que pueden buscar otras parejas mientras permanecen dedicadas la una a la otra. Fuera del universo principal, Harley y Hiedra incluso se casaron en Injustice 2.
En el episodio del 15 de mayo de 2020, «There's No Place to Go But Down», Harley Quinn salvó a su compañera de crímenes, Hiedra Venenosa; ambas se besaron después de escapar de prisión. Un crítico que reseñó el episodio afirmó que el romance entre Harley y Hiedra fue un proceso lento, añadiendo que esta historia de amor podría convertirse en una exploración más realista de cómo se siente enamorarse de un amigo o tener un encuentro incómodo con un compañero de trabajo. Otra crítica, Sophie Perry, que escribe para Curve, una revista de estilo de vida lésbico, señaló cómo el queerbaiting ha perdurado durante mucho tiempo en la representación LGBTQ+, señalando cómo She-Ra y Harley Quinn se besaron con personas del mismo sexo, lo cual ocurre en historias que podrían haber resultado ser un «queerbaiting típico», pero no lo fue. En otro episodio, Clayface, un miembro del equipo de villanos de Harley, fue revelado como un personaje gay que estaba enamorado de un estudiante.
En 2021, la serie fue nominada a un premio GLAAD Media como serie de comedia destacada. La serie también fue nominada a varios premios en la 4ª edición anual de los Gay Emmy de Autostraddle, en las categorías de «Mejor episodio con temas LGBTQ+» —por el episodio «Something Borrowed»— y «Serie animada destacada». El tráiler de la tercera temporada del programa, que salió en octubre de 2021, fue descrito como una demostración de que la serie es «para los gays».

## Lanzamiento
Harley Quinn se estrenó el 29 de noviembre de 2019 en DC Universe.  El 3 de octubre de 2018, antes de la Comic Con de Nueva York, se lanzó un avance con Harley Quinn, Poison Ivy y Batman.
Desde el 31 de octubre de 2023 la serie se emite para toda Latinoamérica como parte del canal Adult Swim.

## Recepción
En Rotten Tomatoes, la primera temporada tiene una calificación de aprobación del 86% basada en 27 revisiones, con una calificación promedio de 8.28/10. El consenso crítico del sitio web dice: «Un fuerte elenco de voz y una comprensión aún más fuerte hace que su antiheroína titular sea tan querida, y logra que Harley Quinn sea una adición violentamente encantadora y sorprendentemente perspicaz al universo animado de DC». La segunda temporada tiene una calificación de aprobación del 88% basada en 8 revisiones, con una calificación promedio de 8.25. En Metacritic, tiene una puntuación promedio ponderada de 82 sobre 100, basada en revisiones de siete críticos, lo que indica «aclamación universal».

## Serie derivada
En abril de 2022, HBO Max aprobó la realización de Hombre Cometa: ¡Oh, sí!, una serie derivada con Hombre Cometa y su nueva pareja, Golden Glider. La primera temporada estaría conformada por diez episodios, con Oberg volviendo como la voz de Hombre Cometa.